# НИИФ имени В. А. Фока

## История

### Основание
Научно-исследовательский институт физики имени В. А. Фока является структурной единицей Санкт-Петербургского государственного университета. Под названием «Физический институт» он был основан при университете в 1901 году и разместился в новом здании, построенном для студенческой физической лаборатории во дворе за зданием 12 коллегий. Торжественное открытие произошло 9 сентября 1901 года. Это было первое в России здание, специально спроектированное и построенное для физиков. Первое время обязанности директора института исполнял профессор Ф. Ф. Петрушевский. Но основным энтузиастом стал второй директор нового института профессор физики Иван Иванович Боргман (март 1902 — 1914 гг.). Он был также одним из первых редакторов раздела физики в «Журнале Российского Физического и Химического Общества» основанного в С.-Петербургском университете в 1872 году. Начиная с 1931 года этот журнал стал издаваться в Москве Академией наук СССР; ныне известен под названием «Журнал экспериментальной и теоретической физики» — ЖЭТФ.
Начиная с 1915 институтом стал руководить профессор (позже — академик) Д. С. Рождественский, который известен выдающимися работами по атомной спектроскопии, особенно в экспериментах по аномальной дисперсии, и внес большой вклад в организацию первоклассной исследовательской работы в институте. В дальнейшем директорами института были известные физики В. Р. Бурсиан, П. И. Лукирский, С. Э. Фриш, Е. Ф. Гросс, В. А. Фок, В. М. Чулановский, С. Ф. Родионов, Н. П. Пенкин, П. Н. Занадворов, Г. В. Молочнов, В. А. Фомичев, Е. И. Рюмцев.
В 1932 году институт физики был формально утвержден как Научно-исследовательский физический институт Ленинградского Государственного университета в соответствии с декретом Совета Народных Комиссаров СССР.

### Деятели
С Институтом физики и физическим факультетом СПбГУ связаны имена таких известных учёных, как:
- лауреаты Нобелевской премии
  - Семёнов, Николай Николаевич (премия по химии 1956 года)
  - Ландау, Лев Давидович (премия по физике 1962 года)
  - Прохоров, Александр Михайлович (премия по физике 1964 года)
  - Екимов, Алексей Иванович (премия по химии 2023 года)
- академики АН СССР / РАН
  - Амбарцумян, Виктор Амазаспович
  - Кондратьев, Кирилл Яковлевич
  - Ладыженская, Ольга Александровна
  - Липатов, Лев Николаевич
  - Меркурьев, Станислав Петрович
  - Рождественский, Дмитрий Сергеевич
  - Скобельцын, Дмитрий Владимирович
  - Теренин, Александр Николаевич
  - Фаддеев, Людвиг Дмитриевич
  - Фок, Владимир Александрович
- члены-корреспонденты АН СССР / РАН
  - Гамов, Георгий Антонович
  - Гросс, Евгений Федорович
  - Джелепов, Борис Сергеевич
  - Крутков, Юрий Александрович
  - Лукирский, Пётр Иванович
  - Френкель, Яков Ильич
  - Фриш, Сергей Эдуардович
  - Цветков, Виктор Николаевич
- профессора
  - Бурсиан, Виктор Робертович,
  - Фредерикс, Всеволод Константинович,
  - Фридман, Александр Александрович,
  - Чулановский, Владимир Михайлович

и др.

### Переезд в новое здание в Петергофе
В 1971—1975 годах институт (в те времена — Научно-исследовательский физический институт, НИФИ) и физический факультет были перемещены в новый университетский городок в Старом Петергофе (ж/д станция «Университет» Балтийского направления Октябрьской железной дороги), который расположен в 35 км на юго-запад от Балтийского вокзала, — Петродворцовый учебно-научный комплекс. В 1995 году из состава НИИФ выделился в отдельное подразделение Институт радиофизики (НИИРФ). В 1999 году, когда мировое физическое сообщество праздновало столетие выдающегося физика-теоретика, академика Владимира Александровича Фока (1898—1998), Институт получил его существующее официальное наименование: Научно-исследовательский институт физики имени В. А. Фока Санкт-Петербургского государственного университета. В середине 1980-х гг. имя В. А. Фока было присвоено Большому конференц-залу НИИФа.
Расположен по адресу Ульяновская ул., д. 1 (изначально — дом 1а).
В настоящее время в состав НИИФа входит Лаборатория Оптики спина им. И. Н. Уральцева.

## Обучение
Институт физики тесно связан с физическим факультетом СПбГУ, образуя единый Физический учебно-научный центр (ФУНЦ). Студенты проходят практику и выполняют научно-исследовательские работы в отделах и лабораториях Института. Выпускники Факультета имеют возможность получить дипломы следующих степеней: диплом бакалавра (4 года обучения) и диплом магистра (еще 2 года обучения), а также возможность обучения в аспирантуре (3 года) с последующей защитой.
Научные исследования и курсовые работы студентов проводятся по направлениям следующих кафедр:

### Теоретические кафедры
- Кафедра высшей математики и математической физики (*)
- Кафедра статистической физики (*)
- Кафедра физики высоких энергий и элементарных частиц (*)
- Кафедра квантовой механики (*)
- Кафедра вычислительной физики (*)
- Кафедра радиофизики (теория нелинейных волновых процессов и методы их исследования) (*)

Теоретический отдел НИИФа объединяет кафедру квантовой механики, кафедру статистической физики и кафедру физики высоких энергий и элементарных частиц. Кафедра высшей математики и математической физики и кафедра вычислительной физики входят в Отдел математической и вычислительной физики (такое структурное подчинение имело место также с конца 1980-х по начало 1990-х годов, в остальное же время кафедра высшей математики и математической физики входила в Теоретический отдел).

### Экспериментальные кафедры
- Кафедра электроники твердого тела (ЭТТ) (*)
- Кафедра фотоники (*) (Отдел фотонной физики)
- Кафедра физики твердого тела (ФТТ) (*)
- Кафедра физики Земли (*)
- Кафедра физики атмосферы (*)
- Кафедра ядерно-физических методов исследования (*)
- Кафедра оптики ()
- Кафедра молекулярной биофизики и физики полимеров (*)
- Кафедра молекулярной спектроскопии (*)
- Кафедра общей физики 1 (Отдел квантовой электроники) (*)
- Кафедра общей физики 2 (Отдел химической физики) (*)